# محمد الشرهان
محمد بن علي بن شرهان الشرهان من مواليد سنة 1949 في روضة سدير في المملكة العربية السعودية. هو راوي شعبي سعودي، يعتبر أشهر الرواة للأدب الشعبي في الجزيرة العربية والخليج العربي.

## سيرته
ولد الشرهان عام 1949م في بلدة روضة سدير، حصل على الشهادة الثانوية العامة القسم الأدبي عام 1388 هـ في مدينة الرياض، التحق بعدها في العمل الحكومي حيث خدم 34 سنة منها عشر سنوات بالحرس الوطني السعودي وبوزارة المالية، ثم تقاعد تقاعدًا مبكراً عام 1421 هـ. تفرغ بعدها الشرهان للأعمال الأدبية الشعبية من خلال وسائل الإعلام، وقام بالمشاركة المستمرة برواية القصص الشعرية من خلال طرحه للسالفة والقصيدة خلال وسائل الإعلام المسموعة والمرئية، كما شارك في عدد من الملتقيات الأدبية خارج المملكة في كل من دبي وأبوظبي وقطر والكويت وليبيا والجزائر.
تميَّز الشرهان بحفظه للأشعار القديمة والجديدة وحسن إلقائه للشعر وطرحه للمشاهد بالحركة، إضافة لتمكنه من اللهجة النجدية ومعرفة مفرداتها وقد وثقها في الخليج العربي في تسجيله لعدد 128 حلقة من برنامج الراوي من خلال تلفزيون قطر والذي كان يبث خلال شهر رمضان لمدة دامت أربع سنوات.

## مؤلفاته
- ألف الشرهان ثلاثة أجزاء من كتاب سالفة وقصيدة.[4]

## برامج
قدّم العديد من البرامج الإذاعية والتفزيونية من بينها:
- (مع الشرهان).
- (مجلس الراوي).[5]
- (تاريخ الملك عبد العزيز في الشعر الشعبي).[6]
- (الخيمة الشعبية) في إذاعة الرياض بالاشتراك مع ناصر الراجح.[7]

## التكريم
- حصل الشرهان على شهادة شكر وتقدير لمساهمته القيمة في حفظ المصادر التاريخية الوطنية ودعم جهود دارة الملك عبد العزيز في مجال حفظ وتوثيق التاريخ عام 2003م.
- حصل على شهادة شكر وتقدير من دائرة الثقافة والإعلام بحكومة الشارقة في احتفالية يوم الراوي التي أقيمت لتكريم رواة الموروث الشعبي بالخليج في 27 سبتمبر 2007م.[3]